# Pseudosindora palustris
Genre
Espèce
Classification phylogénétique
Synonymes
- Copaifera palustris (Symington) Dewit[2]

Pseudosindora palustris est une espèce de plantes à fleurs dicotylédones de la famille des Fabaceae, sous-famille des Caesalpinioideae, originaire de Bornéo. C'est l'unique espèce acceptée du genre Pseudosindora (genre monotypique).